# Окулярник сан-томейський
Окулярник сан-томейський (Zosterops feae) — вид горобцеподібних птахів родини окулярникових (Zosteropidae). Ендемік острова Сан-Томе. Вид названий на честь італійського натураліста Леонардо Феа. Раніше він вважався підвидом інжирового окулярника, однак за результатами молекулярно-генетичного дослідження був визнаний окремим видом.

## Опис
Довжина птаха становить 10,5 см, вага 6-10,7 г. На відміну від інжирових окулярників, сан-томейські окулярники мають дещо тьмяніше забарвлення, а верхня частина тіла у них зеленіша, тім'я також зелене. Горло, груди та боки сіріші, лоб жовтіший, на боках охристі або коричневі плямки. Дзьоб рожевий або оранжево-рожевий, іноді з сірою плямою на кінчику. Виду не притаманний статевий диморфізм.

## Поширення і екологія
Сан-томейські окулярники є ендеміками острова Сан-Томе. Вони живуть в рівнинних і гірських тропічних лісах Центрального гірського масиву, а також у вторинних лісах і на плантаціях какао на висоті до 1600 м над рівнем моря.

## Збереження
МСОП вважає стан збереження цього виду близьким до загрозливого. За оцінками дослідників, популяція сан-томейських окулярників складає від 2500 до 10000 птахів. Їм загрожує знищення природного середовища.